# 萱野志朗
萱野 志朗（かやの しろう 、1958年4月14日 - ）は、政治家、アイヌ民族活動家。萱野茂二風谷アイヌ資料館館長、アイヌ民族党の党首。北海道日高支庁の沙流郡平取町の町議会議員（2019年4月～2023年）。

## 略歴
1958年4月14日、北海道日高支庁の沙流郡平取町二風谷に、萱野茂と奥尻村出生平取町二風谷出身のれい子（旧姓は二谷）の間の次男として生まれる。
1981年3月に、亜細亜大学法学部を卒業する。そののち、大手広告会社に勤務する。1988年1月より、平取町二風谷アイヌ語教室事務局員を務める。1990年9月、佛教大学通信教育課程にて、学芸員の資格を取得する。
1992年4月より、萱野茂二風谷アイヌ資料館の副館長、学芸員を務める。1994年11月より、1998年1月まで、参議院議員に就任した萱野茂の公設第二秘書となる。1998年7月12日投票の第18回参議院議員通常選挙に社民党新人として北海道選挙区より出馬するものの自民党新人中川義雄・（不出馬で勇退の茂が支援する）民主党現職峰崎直樹、次点の日本共産党新人紙智子の後塵を拝し落選する。
2006年4月1日より、萱野茂二風谷アイヌ資料館館長となる。2006年9月に、萱野観光株式会社を設立し、登別市にある『のぼりべつクマ牧場』の隣に『ユーカラの里』実現に貢献する。2019年4月に平取町の町議会議員選挙に出馬、無投票で当選した後、2023年に1期で退任した。

## アイヌ民族党
2011年11月20日、アイヌ民族らによる政治団体の結成準備会の発起人代表を務める。同日、名称は『アイヌ民族党』とし、2012年1月21日に結党大会を江別市で開き、2013年の参議院議員選挙で候補を立てる方針が、採択される。2012年1月13日には党の基本理念や基本政策を発表し、1月21日に北海道江別市で開催された党大会で決定した。党大会には約200人が参加。党代表に準備会代表だった萱野が就任し、副代表にはアイヌウタリ連絡会代表を務める宇梶静江らが選出された。また党大会には、ニュージーランドの先住民マオリによる政党・マオリ党の議員を招聘した。他にも、世界先住民族教育会議、AIO（先住者の機会のためのアメリカ人団体）代表、台湾の先住民族シラヤ族など、海外の先住民族とその団体から、結党を祝うメッセージが送られている。
2012年11月25日、第46回衆議院議員総選挙に候補者を擁立することを発表し、北海道9区に党代表代行の島崎直美を擁立した。しかし島崎は落選し、北海道9区は自由民主党新人の堀井学が当選した。
当初、2013年参議院選挙に10人以上の候補者を擁立することと、1人以上を当選させることを目指していたが、2013年5月11日に島崎が離党し、緑の党に移籍。5月13日には代表の萱野志朗が候補の擁立を断念すると発表した。理由は資金難。（毎日新聞北海道版2013年5月14日）。その後も定期的な党大会を実施しており、党組織は2022年現在も存続し続けている。

### 基本理念、政策
掲げる基本政策は以下のとおり。
1. アイヌ民族の権利回復と教育の充実
2. アイヌ民族の福祉の充実
3. 多文化・多民族共生社会の実現
4. 自然の循環のなかで生かされる（持続可能な）社会の実現
5. 行財政改革の実施

これらの実現のため、以下のような具体策を掲げている。
- 「先住民族の権利に関する国際連合宣言」に記されている権利の法制化
- アイヌ語の公用語化[14]
- 「アイヌ民族庁」、特別審議会、アイヌ民族公的代表機関の設置
- アイヌに関する幼稚園から大学までの教育機関の設立
- 北方領土問題返還交渉へのアイヌ民族の参加
- アイヌ民族が食べる範囲でのサケやクジラの捕獲権の回復
- アイヌ民族に配慮した老人施設の設置
- 永住外国人への地方参政権付与
- 外国人各種学校・朝鮮学校等の民族学校の支援
- 再生可能エネルギーの利用促進[14]、脱原子力発電
- 環太平洋戦略的経済連携協定への不参加